# Elophoria myoidea
Elophoria myoidea là một loài ruồi trong họ Tachinidae.